# 千里馬区域
千里馬区域（チョルリマくいき）は、朝鮮民主主義人民共和国南浦特別市の西南部に位置する区域。名称は伝説上の馬・千里馬に由来し、この地にある製鋼所が千里馬運動の発祥の地とされたことから名づけられた。

## 地理
平壌直轄市の西南部に隣接し、平壌市内を通過して南北に流れる大同江の西岸に位置する。西に江西区域、南に大安区域、北に大同郡と境を接する。

## 行政区域
17洞・1里を管轄する。
- 鋼鉄洞（カンチョルトン）
- 観浦洞（クァンポドン）
- 達摩洞（タルマドン）
- 大宝山洞（テボサンドン）
- 聞天洞（ムンチョンドン）
- 堡山洞（ポサンドン）
- 烽火洞（ポンファドン）
- 相逢洞（サンボンドン）
- セゴリ洞（セゴリドン）
- サリ洞（サリドン）
- 駅前洞（ヨクチョンドン）
- 元井洞（ウォンジョンドン）
- 中洞（チュンドン）
- 泉内洞（チョンネドン）
- 天真洞（チョンジンドン）
- 浦口洞（ポグドン）
- 花石洞（ファソクトン）
- 高昌里（コチャンニ）

## 歴史
現在の千里馬区域は、歴史的には江西郡の一部で、草里面・普林面・芿次面一帯の地域であった。北朝鮮の第一次五カ年計画の初年度である1956年に金日成が江西郡降仙里の降仙製鋼所を視察して労働者に増産を呼びかけ、翌1957年には鋼材の大増産が達成されたとされる。降仙製鋼所は自力更生と増産を目指す千里馬運動のシンボルとなり、のちに製鋼所の名所も千里馬製鋼連合企業所に改められた。
1970年代、江西郡の区域は大安市、ついで南浦直轄市に併合され、1983年に製鋼所を含む地域に千里馬区域が編成された。2004年、南浦直轄市が解体された際に、江西区域・大安区域とともに郡に位置づけられ、平安南道に編入された。
2010年に南浦特別市が平安南道から分離され、同時に千里馬区域となった。

### 年表
この節の出典
- 1978年3月 - 江西郡が大安市に編入される。
- 1979年12月 - 大安市が南浦直轄市に編入される。
- 1983年3月 - 南浦直轄市大安市駅前洞・相逢洞・サリ洞・天真洞・泉内洞・烽火洞・中洞・浦口洞・セゴリ洞・達摩洞・元井洞・堡山洞・聞天洞・宝鳳里・高昌里をもって、千里馬区域を設置。(13洞2里)
- 1984年 (15洞1里)
  - 宝鳳里が鋼鉄洞に昇格。
  - 江西区域観浦洞を編入。
- 1989年 - 江西区域大宝山里の一部を編入。(15洞2里)
- 1993年12月 (17洞1里)
  - 大宝山里が大宝山洞に昇格。
  - 元井洞の一部が分立し、花石洞が発足。
- 2004年1月 - 南浦直轄市の廃止に伴い、平安南道千里馬郡となる。(17洞1里)
- 2010年 - 南浦特別市の設置に伴い、南浦特別市千里馬区域となる。(17洞1里)

## 産業
- 千里馬製鋼連合企業所

旧名は降仙製鋼所で、もともとは日本統治時代につくられた三菱製鋼の工場であった。

## 交通
- 平南線本線・箴津里支線：降仙駅
- 保山線：保山駅